# Bernard Barnjak
Bernard Barnjak (Sarajevo, 1 de maig de 1965) és un exfutbolista iugoslau i bosnià, que ocupava la posició de davanter.
Va militar en diversos equips de l'antiga lliga de Iugoslàvia, com el FK Sarajevo i l'Hajduk Split. Posteriorment va formar amb el CE Castelló de manera molt discreta al llarg de la primera volta de la Lliga 1990/91, donant-li la baixa federativa per tal de poder inscriure a Ígor Dobrovolski. A principies de 1991 va tornar al club de la seva ciutat natal, passar per les categories inferiors de la lliga portuguesa i acabant retirant-se al futbol grec jugant per l'Apollon Smyrnis i el Paniliakos.